# Max Emanuel Ainmiller

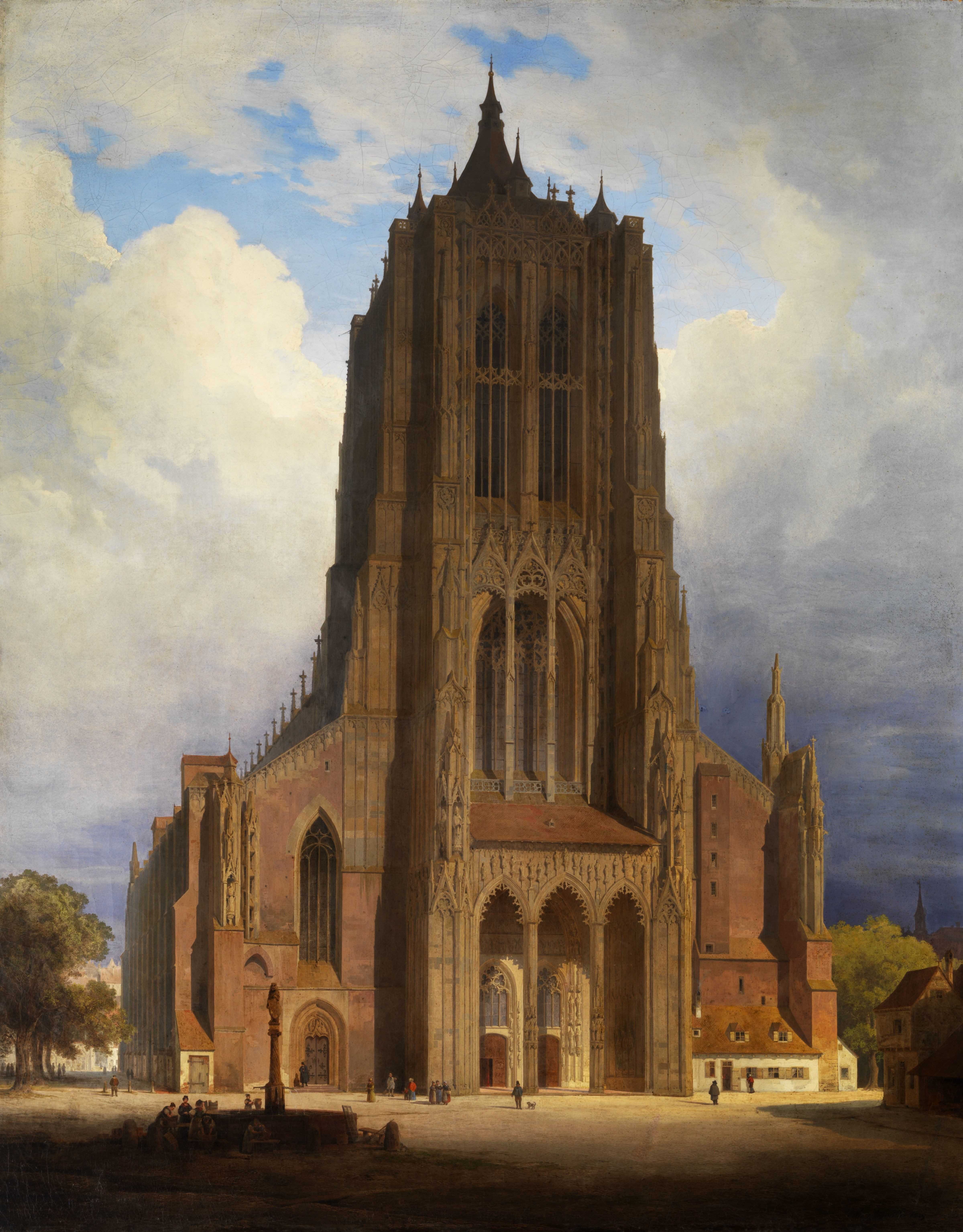
Målning av Ulmer Münster av Max Ainmiller, 1859.

Max Emanuel Ainmiller, född 14 februari 1807, död 9 december 1870, var en tysk målare.
Ainmiller var verksam i München, dels som arkitekturmålare, dels och framför allt som glasmålare. Han upprättade en anstallt för glasmålare, där han med anslutning till den medeltida konsten, men med förbättrade metoder, utförde praktfulla fönster, till exempel till domen i Köln och Sankt Pauls-katedralen i London.